# Jonas Gonçalves Oliveira
Jonas Gonçalves Oliveira (* 1. dubna 1984, Bebedouro, Brazílie) známý také pouze jako Jonas je bývalý brazilský fotbalový útočník a reprezentant. Svoji profesionální hráčskou kariéru ukončil v portugalském klubu Benfica Lisabon v roce 2019.
Má také italské občanství.

## Klubová kariéra
- Guarani FC (mládež)
- Guarani FC 2005–2006
- Santos FC 2006–2007
- Grêmio Foot-Ball Porto Alegrense 2007–2011
- →  Associação Portuguesa de Desportos (hostování) 2008–2009
- Valencia CF 2011–2014
- Benfica Lisabon 2014–2019 [2]

## Reprezentační kariéra
V A-mužstvu Brazílie debutoval 27. 3. 2011 v přátelském utkání proti Skotsku (výhra 2:0).